# Synaphris schlingeri
Synaphris schlingeri är en spindelart som beskrevs av Miller 2007. Synaphris schlingeri ingår i släktet Synaphris och familjen Synaphridae.
Artens utbredningsområde är Madagaskar. Inga underarter finns listade i Catalogue of Life.